# 秌場準一
秌場 準一（あきば じゅんいち、「あき」の字は「火」へんに「禾」（ノギ）、1932年10月6日 - ）は、日本の法学者。専門は国際私法。学位は、法学博士（一橋大学）・LL.M.（イェール大学）。一橋大学名誉教授。日本学術会議会員、国際法学会理事長、国際私法学会理事長を歴任。

## 来歴
兵庫県神戸市に大阪商船（現商船三井）船員の長男として生まれる。父は千葉県出身、母は高知県出身。中学時に神戸から母の故郷である高知に転居。一橋大学では久保岩太郎と大平善梧に師事。博士課程を修了した1960年から一橋大学に勤務。1966年に当時東京大学法学部助手だった鳥居淳子（国際私法学者、成城大学教授、法務省法制審議会会長）と結婚。1971年に長男（現在TBSテレビ勤務）が誕生。1996年3月に63歳を定年とする一橋大学の定年制により定年退官。指導学生に横山潤一橋大名誉教授、中山ひとみ元第二東京弁護士会副会長など。

### 学歴
- 1945年 神戸市立川池国民学校（現神戸市立会下山小学校）卒業[1]
- 1948年 旧制高知県立海南中学校（現高知県立高知小津高等学校）卒業[1]
- 1951年 高知県立高知追手前高等学校卒業[1]
- 1955年 一橋大学法学部卒業（大平善梧に師事）[1]
- 1960年 一橋大学大学院法学研究科博士課程修了、一橋大学より法学博士の学位を取得（久保岩太郎に師事）[1]
- 1963年 フルブライト奨学生としてイェール大学イェール・ロー・スクール修士課程修了、法学修士（LL.M.）[1]

### 職歴
- 1960年 一橋大学法学部専任講師[1]
- 1964年 同助教授[1]
- 1972年 同教授[1]
- 1980年 ライデン大学法学研究所、ロンドン大学高等法学研究所留学[1]
- 1992年 - 1994年 一橋大法学部長・大学院法学研究科長[1]
- 1996年3月 一橋大学定年退官[1]
- 1996年4月 日本大学法学部教授[1]、一橋大学名誉教授[1]

### 学会活動
- 1994年 国際法学会理事長[1]
- 1996年 国際私法学会理事長[1]
- 1984年 - 1986年 日本学術会議国際関係法学研究連絡委員会委員[1]
- 1997年 - 2003年 第17期日本学術会議会員[3]

### 社会的活動
- 東京家庭裁判所参与員・調停委員・家事調停委員・家庭事件研究会評議員
- 法務省法制審議会幹事
- 文部省学術審議会専門委員
- 司法試験第二次試験考査委員